# سیارک ۱۰۷۴
سیارک ۱۰۷۴ (به انگلیسی: 1074 Beljawskya، نامگذاری:1925BE) هزار و هفتاد و چهارمین سیارک کشف شده‌است که در ۲۶ ژانویه ۱۹۲۵ و در رصدخانه سایمیز کشف شد.
قدر مطلق سیارک برابر ۱۰٫۰۰ است.